# بژوزکا (استان ماسوویان)
بژوزکا (به لهستانی:  Brzózka) یک روستا در لهستان است که در گمینا ستوچک واقع شده‌است.